# Guaecá
O mar de Guaecá (com vista para o Sul da Ilhabela).
Guaecá é uma praia no município de São Sebastião, no litoral norte do estado de São Paulo. É composta principalmente por casas de veraneio.
É muito procurada por quem pratica o surf. No canto norte da praia, o morro das Sete Voltas é usado como "point" de decolagem para os adeptos da Asa Delta e Paraglider.

## Clima e Ambiente
Guaecá alterna dias de águas absolutamente calmas com dias de fortes ondas e muita correnteza.
A areia é clara e fofa e os morros atrás das casas são ricos em Mata Atlântica. No canto sul da praia existem muitas trilhas rápidas que podem ser feitas ao redor da praia que chegam em praias desertas, ou prainhas (nome mais usado pelos residentes da região). O acesso a esses lugares é dificultado quando chove, pois a trilha fica encharcada e o único jeito de voltar das prainhas é nadando.

## Ligações Externas
- «Página da prefeitura»
- Wikimapia: Praia de Guaecá
- Guia do Litoral Uol: Praia de Guaecá